# Westdeutsche Fußballmeisterschaft 1912/13

Mannschaftsfoto des Duisburger SpV von 1913

Die westdeutsche Fußballmeisterschaft 1912/13 war der elfte vom Westdeutschen Spiel-Verband organisierte Wettbewerb. Sieger wurde der Duisburger SpV. In der Endrunde um die deutsche Meisterschaft erreichten die Duisburger das Endspiel.
In den vier Kreisen wurden zunächst Kreismeister ermittelt. Die Kreismeister ermittelten im K.-o.-System den einen Finalteilnehmer. Dieser traf im westdeutschen Endspiel auf den Meister der Verbandsliga, die auch unter dem Namen Zehnerliga bekannt war.

## Kreismeisterschaften

### Rheinischer Südkreis

#### Gruppe Nord
| Pl. | Verein          | Sp. | S  | U | N  | Tore    | Quote | Punkte |
| --- | --------------- | --- | -- | - | -- | ------- | ----- | ------ |
| 1.  | Borussia Cöln   | 16  | 13 | 0 | 3  | 037:190 | 1,95  | 26:60  |
| 2.  | Jugend Düren    | 16  | 12 | 1 | 3  | 057:300 | 1,90  | 25:70  |
| 3.  | Mülheimer SV 06 | 16  | 11 | 1 | 4  | 050:260 | 1,92  | 23:90  |
| 4.  | Dürener FC 03   | 16  | 7  | 4 | 5  | 035:240 | 1,46  | 18:14  |
| 5.  | Jahn Siegen     | 16  | 6  | 5 | 5  | 047:390 | 1,21  | 17:15  |
| 6.  | Rhenania Cöln   | 16  | 5  | 3 | 8  | 026:370 | 0,70  | 13:19  |
| 7.  | Germania Düren  | 16  | 4  | 1 | 11 | 023:420 | 0,55  | 09:23  |
| 8.  | SV Preußen Cöln | 16  | 3  | 1 | 12 | 023:530 | 0,43  | 07:25  |
| 8.  | Germania Bonn   | 16  | 2  | 2 | 12 | 017:450 | 0,38  | 06:26  |

#### Gruppe Süd
| Pl. | Verein                     | Sp. | S  | U | N  | Tore    | Quote | Punkte |
| --- | -------------------------- | --- | -- | - | -- | ------- | ----- | ------ |
| 1.  | Union Düsseldorf           | 14  | 10 | 3 | 1  | 051:210 | 2,43  | 23:50  |
| 2.  | Düsseldorfer SV 04         | 14  | 9  | 1 | 4  | 025:220 | 1,14  | 19:90  |
| 3.  | Rheydter Spielverein       | 14  | 7  | 3 | 4  | 015:170 | 0,88  | 17:11  |
| 4.  | Hildener FC 03             | 14  | 8  | 0 | 6  | 034:270 | 1,26  | 16:12  |
| 5.  | Preußen Crefeld            | 14  | 7  | 1 | 6  | 034:280 | 1,21  | 15:13  |
| 6.  | Germania Hilden            | 14  | 5  | 1 | 8  | 020:340 | 0,59  | 11:17  |
| 7.  | VfR Mülheim-Kalk           | 14  | 4  | 1 | 9  | 014:450 | 0,31  | 09:19  |
| 8.  | Eintracht München-Gladbach | 14  | 1  | 0 | 13 | 017:160 | 1,06  | 02:26  |

#### Endspiele
|               | Ergebnis  |                  |
| ------------- | --------- | ---------------- |
| Borussia Cöln | 3:3 n. V. | Union Düsseldorf |

|               | Ergebnis  |                  |
| ------------- | --------- | ---------------- |
| Borussia Cöln | 1:2 n. V. | Union Düsseldorf |

### Rheinischer Nordkreis

#### Gruppe Nord
| Pl. | Verein            | Sp. | S  | U | N  | Tore    | Quote | Punkte |
| --- | ----------------- | --- | -- | - | -- | ------- | ----- | ------ |
| 1.  | VfvB Ruhrort      | 14  | 10 | 3 | 1  | 041:170 | 2,41  | 23:50  |
| 2.  | Viktoria Duisburg | 14  | 9  | 3 | 2  | 041:210 | 1,95  | 21:70  |
| 3.  | Meidericher SV    | 14  | 8  | 2 | 4  | 053:260 | 2,04  | 18:10  |
| 4.  | VfB 1903 Kleve    | 14  | 6  | 3 | 5  | 038:330 | 1,15  | 15:13  |
| 5.  | Essener TC        | 14  | 4  | 6 | 4  | 028:290 | 0,97  | 14:14  |
| 6.  | Mülheimer SpV 07  | 14  | 4  | 2 | 8  | 032:420 | 0,76  | 10:18  |
| 7.  | Essener SV 1899   | 14  | 3  | 1 | 10 | 022:650 | 0,34  | 07:21  |
| 8.  | Hochfelder FC     | 14  | 1  | 2 | 11 | 024:460 | 0,52  | 04:24  |

#### Gruppe Süd
| Pl. | Verein            | Sp. | S  | U | N  | Tore    | Quote | Punkte |
| --- | ----------------- | --- | -- | - | -- | ------- | ----- | ------ |
| 1.  | FC Solingen 95    | 14  | 11 | 1 | 2  | 053:170 | 3,12  | 23:50  |
| 2.  | SSV Elberfeld     | 14  | 9  | 1 | 4  | 038:160 | 2,38  | 19:90  |
| 3.  | Cronenberger SC   | 14  | 8  | 1 | 5  | 038:340 | 1,12  | 17:11  |
| 4.  | FC Hagen 05       | 14  | 7  | 2 | 5  | 036:360 | 1,00  | 16:12  |
| 5.  | BV Solingen 98    | 14  | 7  | 1 | 6  | 032:250 | 1,28  | 15:13  |
| 6.  | BV Barmen         | 14  | 4  | 3 | 7  | 025:360 | 0,69  | 11:17  |
| 7.  | Remscheider FC 06 | 14  | 2  | 2 | 10 | 017:410 | 0,41  | 06:22  |
| 8.  | VfR Ronsdorf      | 14  | 2  | 1 | 11 | 023:570 | 0,40  | 05:23  |

#### Endspiel
|              | Ergebnis |                |
| ------------ | -------- | -------------- |
| VfvB Ruhrort | 0:2      | FC Solingen 95 |

### Kreis Westfalen

#### Gruppe West
| Pl. | Verein           | Sp. | S | U | N  | Tore    | Quote | Punkte |
| --- | ---------------- | --- | - | - | -- | ------- | ----- | ------ |
| 1.  | SuS Schalke 96   | 14  | 9 | 1 | 4  | 059:240 | 2,46  | 19:90  |
| 2.  | BV 04 Dortmund   | 14  | 8 | 3 | 3  | 027:260 | 1,04  | 19:90  |
| 3.  | Dortmunder FC 95 | 14  | 7 | 2 | 5  | 034:260 | 1,31  | 16:12  |
| 4.  | TC Gelsenkirchen | 14  | 7 | 1 | 6  | 048:190 | 2,53  | 15:13  |
| 5.  | Hammer SpV 04    | 14  | 6 | 3 | 5  | 040:350 | 1,14  | 15:13  |
| 6.  | SuS Bochum 08    | 14  | 5 | 2 | 7  | 025:320 | 0,78  | 12:16  |
| 7.  | Hammer FC 03     | 14  | 5 | 1 | 8  | 020:290 | 0,69  | 11:17  |
| 8.  | VfB Hamm         | 14  | 2 | 1 | 11 | 010:720 | 0,14  | 05:23  |

Entscheidungsspiel um Platz 1: 
|                | Ergebnis |                |
| -------------- | -------- | -------------- |
| SuS Schalke 96 | 2:6      | BV Dortmund 04 |

#### Gruppe Ost
| Pl. | Verein             | Sp. | S | U | N  | Tore    | Quote | Punkte |
| --- | ------------------ | --- | - | - | -- | ------- | ----- | ------ |
| 1.  | Arminia Bielefeld  | 14  | 9 | 4 | 1  | 040:120 | 3,33  | 22:60  |
| 2.  | Preußen Münster    | 14  | 8 | 4 | 2  | 031:240 | 1,29  | 20:80  |
| 3.  | Olympia Osnabrück  | 14  | 8 | 2 | 4  | 040:380 | 1,05  | 18:10  |
| 4.  | Osnabrücker BV 05  | 14  | 6 | 4 | 4  | 051:400 | 1,28  | 16:12  |
| 5.  | FC 99 Osnabrück    | 14  | 5 | 1 | 8  | 025:360 | 0,69  | 11:17  |
| 6.  | BV Münster         | 14  | 4 | 2 | 8  | 025:360 | 0,69  | 10:18  |
| 7.  | VfB 03 Bielefeld   | 14  | 3 | 3 | 8  | 018:340 | 0,53  | 09:19  |
| 8.  | Teutonia Osnabrück | 14  | 2 | 0 | 12 | 017:270 | 0,63  | 04:24  |

#### Endspiel
|                | Ergebnis |                   |
| -------------- | -------- | ----------------- |
| BV Dortmund 04 | 1:5      | Arminia Bielefeld |

### Kreis Hessen
| Pl. | Verein              | Sp. | S  | U | N  | Tore    | Quote | Punkte |
| --- | ------------------- | --- | -- | - | -- | ------- | ----- | ------ |
| 1.  | Casseler FV 95      | 16  | 11 | 2 | 3  | 045:200 | 2,25  | 24:80  |
| 2.  | VfB Marburg         | 16  | 12 | 0 | 4  | 046:220 | 2,09  | 24:80  |
| 3.  | Borussia Fulda      | 16  | 9  | 3 | 4  | 026:190 | 1,37  | 21:11  |
| 4.  | BC Sport Cassel     | 16  | 10 | 1 | 5  | 041:360 | 1,14  | 21:11  |
| 5.  | BSV Herkules Cassel | 16  | 6  | 4 | 6  | 023:260 | 0,88  | 16:16  |
| 6.  | Eintracht Cassel    | 16  | 7  | 2 | 7  | 023:330 | 0,70  | 16:16  |
| 7.  | Gießener SV 1900    | 16  | 4  | 2 | 10 | 019:340 | 0,56  | 10:22  |
| 8.  | FV Fulda            | 16  | 2  | 2 | 12 | 019:220 | 0,86  | 06:26  |
| 9.  | VfB 08 Gießen       | 16  | 3  | 0 | 13 | 013:430 | 0,30  | 06:26  |

Entscheidungsspiel um Platz 1: 
|                | Ergebnis |             |
| -------------- | -------- | ----------- |
| Casseler FV 95 | 2:3      | VfB Marburg |

### Verbandsliga
Der Duisburger SpV sicherte sich die letzte Meisterschaft der Zehnerliga vor ihrer Auflösung. Die Mannschaften wurden den jeweiligen Kreisen zugeordnet.
| Pl. | Verein                    | Sp. | S  | U | N  | Tore    | Quote | Punkte |
| --- | ------------------------- | --- | -- | - | -- | ------- | ----- | ------ |
| 1.  | Duisburger SpV            | 18  | 15 | 2 | 1  | 074:170 | 4,35  | 32:40  |
| 2.  | Essener TB                | 18  | 10 | 3 | 5  | 060:300 | 2,00  | 23:13  |
| 3.  | FC München-Gladbach       | 18  | 7  | 6 | 5  | 029:250 | 1,16  | 20:16  |
| 4.  | Alemannia Aachen          | 18  | 9  | 1 | 8  | 045:460 | 0,98  | 19:17  |
| 5.  | Bonner FV                 | 18  | 6  | 6 | 6  | 035:330 | 1,06  | 18:18  |
| 6.  | Bor. München-Gladbach (N) | 18  | 8  | 2 | 8  | 031:330 | 0,94  | 18:18  |
| 7.  | Düsseldorfer SC 1899      | 18  | 8  | 2 | 8  | 034:420 | 0,81  | 18:18  |
| 8.  | Cölner BC 01 (M)          | 18  | 6  | 2 | 10 | 030:580 | 0,52  | 14:22  |
| 9.  | Cölner FC 1899            | 18  | 3  | 3 | 12 | 020:410 | 0,49  | 09:27  |
| 10. | Preußen Duisburg          | 18  | 4  | 1 | 13 | 024:570 | 0,42  | 09:27  |

## Endrunde

### Halbfinale der A-Klassenmeister
| Datum         |                  | Ergebnis |                   | Ort       |
| ------------- | ---------------- | -------- | ----------------- | --------- |
| 16. März 1913 | FC Solingen 95   | 1:2      | Arminia Bielefeld | Elberfeld |
| 16. März 1913 | Union Düsseldorf | 7:1      | VfB Marburg       | Siegen    |

### Finale der A-Klassenmeister
| Datum          |                  | Ergebnis |                   | Ort        |
| -------------- | ---------------- | -------- | ----------------- | ---------- |
| 13. April 1913 | Union Düsseldorf | 1:0      | Arminia Bielefeld | Düsseldorf |

### Finale um die westdeutsche Meisterschaft
Im Finale um die westdeutsche Meisterschaft hätten der Duisburger SpV und Union Düsseldorf aufeinandertreffen sollen. Aus Terminnot verzichteten beide Mannschaften auf die Austragung des Endspiels. Der Westdeutsche Spiel-Verband bestimmte daraufhin den Duisburger SpV zum Westdeutschen Meister.